# Dahlia hortensis
Dahlia hortensis là một loài thực vật có hoa trong họ Cúc. Loài này được Guillaumin mô tả khoa học đầu tiên năm 1934.